# Aluminijev sulfat
Aluminijev sulfat je kemijska spojina s formulo  Al2(SO4)3. Topen je v vodi in se uporablja predvsem kot flokulant v pripravi pitne vode in obdelavi odpadnih vod in v proizvodnji papirja. 
Včasih se ga obravnava kot vrsto galuna, čeprav to ni. Galuni dvojni sulfati s splošno formulo AM(SO4)2•12H2O, v kateri je A enovalenten kation (K+ ali NH+
4), K pa trovalenten kovinski kation, na primer Al3+. Brezvodni aluminijev sulfat se v naravi pojavlja kot zelo redek mineral miloševičit. Njegova nahajališča so predvsem vulkanska okolja in tleče deponije premogovniške jalovine. Aluminijev sulfat se redko, če sploh, pojavlja v brezvodni obliki. Tvori veliko hidratov, od katerih sta najpogostejša heksadekahidrat Al2(SO4)3•16H2O  in oktadekahidrat Al2(SO4)3•18H2O. Heptahidrat ([Al(H2O)6]2(SO4)3•5H2O) je mineral alunogen.

## Priprava
Aluminijev sulfat se lahko pripravi z dodajanjem aluminijevega hidroksida v žveplovo kislino:
2 Al(OH)3 + 3 H2SO4 → Al2(SO4)3•6H2O
ali z raztapljanjem aluminija v žveplovi kislini:
2 Al + 3 H2SO4 → Al2(SO4)3 + 3 H2

## Uporaba
Aluminijev sulfat se uporablja za čiščenje pitne in odpadne vode in kot čimža pri barvanju in tiskanju tkanin. V čiščenju vode deluje kot flokulant, se pravi da manjše delce nečistoč združi v večje, ki se hitreje usedejo na dno posode in laže filtrirajo. Proces se imenuje koagulacija ali flokulacija. Raziskave kažejo, da je v Avstraliji aluminijev sulfat, ki se uporablja za pripravo pitne vode, primarni vir vodikovega sulfida v kanalizacijskih sistemih.  Neustrezen prebitek aluminijevega sulfata lahko onesnaži tudi sistem za oskrbo s pitno vodo, kar se je zgodilo v Camelfordu v Cornwallu.
Z raztapljanjem velike količine aluminijevega sulfata v nevtralni ali rahlo alkalno vodi nastane želatinasta oborina aluminijevega hidroksida Al(OH)3. Pri barvanju in tiskanju tkanin tako nastala želatinasta oborina omogoči boljše oprijemanje barvil na tekstilna vlakna.
Aluminijev sulfat se je v preteklosti uporabljal za zniževanje pH vrtne zemlje, ker v njej hidrolizira v netopni aluminijev hidroksid in prosto žveplovo kislino. Sprememba pH je lahko tako velika, da rožnati cvetovi hortenzije (Hydrangea macrophylla) povsem pomodrijo.
Aluminijev kalijev in aluminijev amonijev sulfat (kalijev in amonijev galun) sta aktivni komponenti nekaterih sredstev proti potenju. Aluminijev kalijev sulfat je tudi pogosta sestavina pecilnih praškov. Njegova raba kot prehranskega dodatka je zaradi vprašljivega delovanja na zdravje sporna.
V gradbeništvu se uporablja kot sredstvo za povečanje vodoodpornosti in pospeševanje strjevanja betona. V penah za gašenje deluje kot penilec. V antihemoragičnih palčkah je sredstvo za strjevanje krvi in zmanjševanje bolečine po pikih in ugrizih žuželk. Je tudi zelo učinkovito sredstvo za zatiranje polžev lazarjev (Arion vulgaris, Arion lusitanicus). 

## Reakcije
Aluminijev sulfat pri temperaturi 580-900 °C razpade na γ−glinico in žveplov trioksid. Z vodo tvori hidrirane soli z različno sestavo. 
Z natrijevim bikarbonatom, v katerega je bil dodan stabilizator pene, reagira in tvori ogljikov dioksid:
Al2(SO4)3 + 6 NaHCO3 → 3 Na2SO4 + 2 Al(OH)3 + 6 CO2
Nastala gosta in stabilna pena se uporablja za gašenje tekočih ogljikovodikov, ker plava na njihovi površini in preprečuje dostop  kisika iz zraka. Za gašenje polarnih spojin, na primer etanola in acetona, pena ni primerna, ker v stiku z njimi razpade in se sesede. Kemično peno v ZDA zadnjem času nadomeščajo sintetične mehanske pene, na primer AFFF (iz angleškega Aqueous film forming foam – pena, ki tvori vodni film), ki imajo daljšo skladiščno življenjsko dobo in so bolj učinkovite in priročne.

## Vir
- Linus Pauling (1970). General Chemistry. W.H. Freeman: San Francisco. ISBN 0-486-65622-5.